# Parsettensita
La parsettensita és un mineral de la classe dels silicats, que pertany al grup de l'estilpnomelana. Rep el nom dels Alps Parsettens, a Suïssa, la seva localitat tipus.

## Característiques
La parsettensita és un silicat de fórmula química (K,Na,Ca)7.5(Mn,Mg)49Si72O168(OH)50·nH₂O. Es tracta d'una espècie aprovada per l'Associació Mineralògica Internacional, i publicada per primera vegada el 1923. Cristal·litza en el sistema monoclínic. La seva duresa a l'escala de Mohs es troba entre 1,5 i 4.
Segons la classificació de Nickel-Strunz, la parsettensita pertany a «09.EG - Fil·losilicats amb xarxes dobles amb 6-enllaços més grans» juntament amb els següents minerals: cymrita, naujakasita, manganonaujakasita, dmisteinbergita, kampfita, strätlingita, vertumnita, eggletonita, ganofil·lita, tamaïta, coombsita, zussmanita, franklinfilita, lennilenapeïta, estilpnomelana, latiumita, tuscanita, jagoïta, wickenburgita, hyttsjoïta, armbrusterita, britvinita i bannisterita.

## Formació i jaciments
Va ser descoberta als alps Parsettens, a la localitat de Tinizong (Grisons, Suïssa). També ha estat descrita en altres indrets dels Grisons, així com a França, Itàlia, Romania, Sud-àfrica, Rússia, Indonèsia, la República Popular de la Xina, el Japó, Nova Zelanda i els Estats Units.